# Telkuwa
Telkuwa (en népalais : तेलकुवा) est un comité de développement villageois du Népal situé dans le district de Bara. Au recensement de 2011, il comptait 5 518 habitants.